# Borbíró Ferenc
Borbíró Ferenc (született: Vojnics Ferenc) (Szabadka, 1879. február 27. – Ligonier, Pennsylvania, 1962) Szabadka főjegyzője (1908–1915), Baja város polgármestere (1915–1918, 1921–1937), Kassa főispánja (1939).

## Élete
Vojnics Zélics Félix és Fratricsevits Mária második fiaként született. Középiskoláit szülővárosában és a kalocsai jezsuita gimnáziumban végezte. Édesapja korai halála miatt Szabadkán érettségizett, majd a kolozsvári jogi egyetemen jogász diplomát szerzett, később Budapesten államtudományokból doktorált. 
1906-ban vette feleségül nemesvidi Beretzk Piroskát. Három gyermekük született: Adrienn, Pongrác és Márta. 1897-ben a főispáni hivatalban lett írnok, majd 1906-ban városi tanácsnok. 1908-ban főjegyzővé választották. 1915-ben egyetlen pályázóként Baja polgármesterévé választották. 
1918-ban a szerbek nyugdíjazták, majd Valjevóba internálták. 1922-től a szerb megszállás befejeztével ismét Baja polgármestere lett. 1931-ben magyarosította a nevét Borbíróra. 1937-ben nyugdíjba vonult, ugyanebben az évben halt meg egyetlen fia. 1930-ban a székesfehérvári fegyelmi ügy biztosa, 1937–1938-ban Miskolc pénzügyi ellenőre, 1939-ben Kassa főispánja volt. 1951-ben Budapestről kitelepítették Nagyrábéra (Hortobágy), majd Keszthelyre. 
1956-ban Amerikába emigrált, ahol kisebbik lányánál Mártánál, Szent-Györgyi Albert második feleségénél lakott. Élete végén a pennsylvaniai Bethlen Otthonban élt.